# جورو کارا
جورو کارا (انگلیسی: Jūrō Kara؛ ۱۱ فوریهٔ ۱۹۴۰ – ۴ مهٔ ۲۰۲۴) کارگردان نمایش، نمایشنامه‌نویس، بازیگر، مؤلف، ترانه‌پرداز اهل ژاپن بود.
وی همچنین برندهٔ جوایزی همچون جایزه آکوتاگاوا شده‌است.